# Heidi Loibl

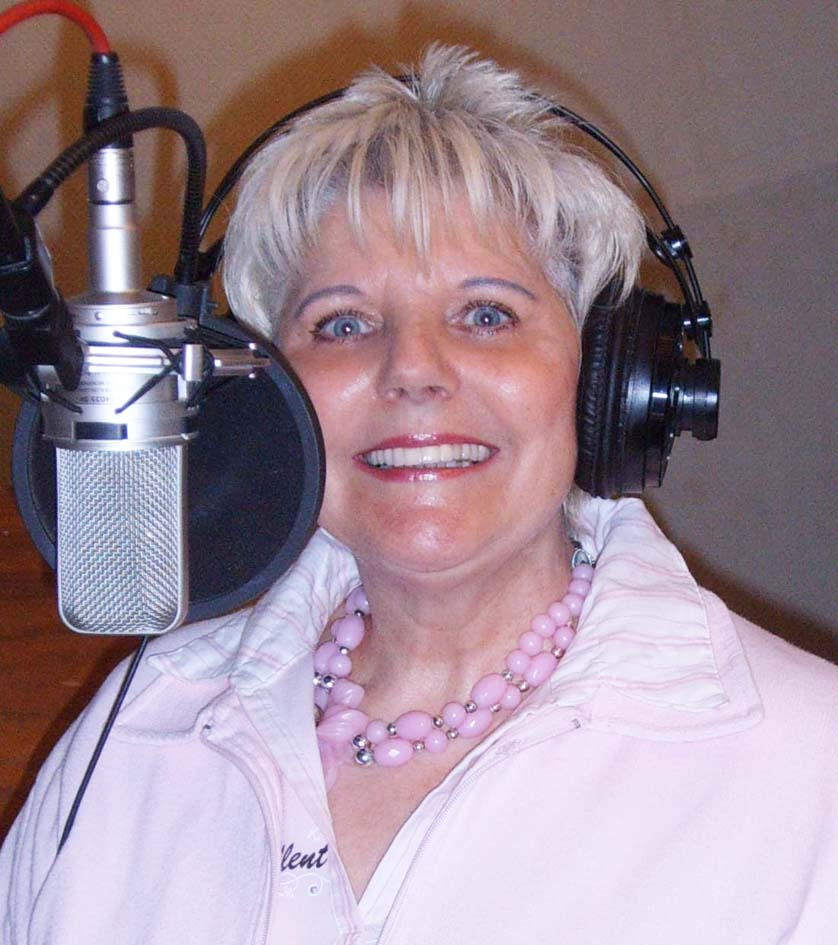
Heidi Loibl (2007)

Heidi Loibl (* 4. Januar 1942 in Schönau, Erzgebirge; † 18. Juni 2023 in Bietigheim-Bissingen) war eine Komponistin, Texterin und deutsche volkstümliche Schlagersängerin, die in den 1970er und 1980er Jahren mit dem Duo Heidi & Karin und ab 1985 als Solistin auftrat.  Insgesamt hat sie 135 Musiktitel gesungen und veröffentlicht.

## Leben
Heidi Loibl lernte früh Gitarre und Akkordeon spielen. In ihrer Wahlheimat Bietigheim-Bissingen, in der sie seit ihrem fünfzehnten Lebensjahr wohnt, sang Heidi Loibl ab 1969 bei den Fischer-Chören mit, wo sie ihre spätere Gesangsduo-Partnerin Karin kennenlernte. Nach einigen Auftritten und Solo-Einlagen bei den Fischer-Chören beschlossen die beiden, künftig als Gesangsduo „Heidi & Karin“ aufzutreten.
Nach einigen Misserfolgen und Ablehnungen bei Agenturen, Funk und Fernsehen erzielten sie zunächst keinen Erfolg mit ihren bereits drei aufgenommenen Single-Schallplatten. Doch der Deutschlandfunk setzte 1972 den Titel Über den Gipfeln der Berge in der damaligen Sendung Wettstreit nach Noten ein. Heidi & Karin erreichten den 1. Platz und erhielten einen Auftritt in der Fernsehsendung Lustige Musikanten.
Es folgten Rundfunk- und Fernsehsendungen sowie Deutschlandtourneen, wo sie unter anderem von den Egerländer Musikanten und der Stabskapelle der Bundeswehr begleitet wurden.
1985 trennte sich das Duo Heidi & Karin und Heidi Loibl begann eine Solokarriere. 1985 veröffentlichte sie mit Hallo Menschen ihre erste Solo-LP auf dem Label Bella Musica. 2005 erkrankte sie an Krebs. Ab Mai 2008 bis Mai 2013 moderierte Heidi ihre eigene Radiosendung "Ein bunter Melodienstrauß" jede Woche 3 Stunden beim kanadischen Radiosender Radio Herz. Ab Anfang 2013 moderierte sie beim Internetsender Radio Schwabenwelle eine Radiosendung.

## Diskografie

### Diskografie „Gesangsduo Heidi & Karin“

#### Alben
- Mit Sang und Klang durchs Heimatland  1973
- Vom Wildbach bis zum Titisee  1974
- Über den Gipfeln der Berge (Doppel-LP) 1975
- Zwei lustige Musikanten  1978
- Ihre größten Erfolge 1979

#### Singles
- Über den Gipfeln der Berge  1972
- Weiße Weihnacht in den Bergen  1973
- Die alte Spessart-Mühle 1974
- Grüße aus dem Böhmerland 1976
- Schneeweiß und Rosenrot 1977
- Dort wo die Wälder grün 1982

### Diskografie „Heidi Loibl“

#### Alben
- Hallo Menschen (LP, Bella Musica) 1985
- Spiel noch einmal diese Melodie (CD,  Bella Musica) 1995
- Auch ein Prinz ist nur ein Mensch (CD) 1996
- Ein Leben voller Sonnenschein (CD, Bella Musica) 1997
- Du bist die Sonne (CD) 2002
- Lauter kleine Träume (CD) 2007
- Einmal wird ein Wunder gescheh’n (CD) 2012
- Vom Frühling bis zur Weihnachtszeit (CD) 2013

#### Singles
- Ich komm zu Dir mit meinen Wünschen 1985
- Frei sein heißt einsam sein (mit Enrico Costa) 1986
- Das Ehekompliment (Ich liebe Dich) 1988
- Ganz einfach glücklich sein 1993
- Frei sein heißt einsam sein 1994
- Ich sing ein Lied für Opapa 1994
- Zwei Herzen – Zwei Seelen  1995
- Schenk mir Dein Gefühl (Single-CD) 2000
- Das Heimatlied (Bietigheim-Bissingen) (Single-CD) 2004